# François Legault
François Legault é um político e empresário canadense que atua como o 32º premier de Quebec desde 2018. Ele foi o líder do partido Coalition Avenir Québec (CAQ) desde sua fundação em 2011. Antes de se tornar um político, ele foi o co-fundador da companhia aérea canadense, Air Transat.
Antes de entrar na política, foi co-fundador da companhia aérea canadense Air Transat. Foi deputado estadual de 1998 a 2009 — atuando nos governos dos ex-primeiros-ministros Lucien Bouchard e Bernard Landry — como ministro da Educação de 1998 a 2002 e como ministro da Saúde de 2002 a 2003. Foi membro do Parti Québécois (PQ), eleito pela primeira vez nas eleições de Quebec de 1998 no distrito eleitoral de Rousseau. Foi reeleito em 2003, 2007 e 2008, mas renunciou ao seu cargo em 25 de junho de 2009. Retornou à legislatura após sua vitória na eleição provincial de Quebec de 2012 como deputado estadual por L'Assomption, um subúrbio de Montreal. Foi reeleito em 2014. Levou a CAQ a governos de maioria nas eleições provinciais de 2018 e 2022; o primeiro governo que não é do Partido Liberal de Quebec ou do Parti Québécois (PQ) desde o governo da Union Nationale de Jean-Jacques Bertrand em 1970.

## Vida precoce e educação
François Legault nasceu em 26 de maio de 1957, no Hospital Lachine e cresceu em Sainte-Anne-de-Bellevue, Quebec. Seu pai, Lucien Legault, era um mestre de posta. Sua mãe, Pauline Schetagne, era uma dona de casa que também trabalhava como caixa na loja de supermercado A&P local.

## Ideologia política
O lema da província de Quebec, "Eu me lembro" (Je me souviens em francês), está inscrito em todas as placas de veículos circulando nessa região do Canadá. Apesar de sua onipresença, o exato significado do lema é motivo de debate. No entanto, especialistas concordam que representa a importância que a sociedade Québécois dá à memória coletiva, sua história e suas tradições.
Uma das tradições mais enraizadas de Quebec, especialmente em sua metrópole, Montreal, é a acolhida de imigrantes, que desempenharam um papel fundamental na formação de sua identidade. Portanto, a vitória eleitoral em 20XX da Coalition Avenir Quebec (CAQ, traduzido como "Coalizão Futuro de Quebec"), que baseou parte de sua campanha na imigração, foi particularmente alarmante. Esta formação política aumentou significativamente sua representação parlamentar, passando de 21 para 74 assentos, garantindo uma maioria absoluta. É a primeira vez desde 1970 que nem os liberais nem os separatistas assumem o controle do governo provincial.
A preocupação não está tanto nas propostas específicas da CAQ, que alguns partidos xenófobos europeus poderiam considerar moderadas, mas na introdução de um debate anteriormente marginal. François Legault, líder do CAQ, argumentou que "Quebec excedeu sua capacidade de integração", propondo uma redução no número de imigrantes admitidos e controles mais rigorosos em várias categorias de migração. A proposta mais controversa é a implementação de um exame de francês e cultura após três anos de residência na província, com o risco de expulsão se não for aprovado.
Esta posição foi fortemente criticada pelo setor empresarial de Quebec, que argumenta a necessidade de trabalhadores estrangeiros para apoiar a economia da província. Com uma taxa de desemprego de 5,3%, próxima do pleno emprego, e um crescimento econômico de 3%, a Câmara de Comércio de Montreal apontou a existência de 100.000 vagas de emprego devido à falta de candidatos qualificados. As propostas de Legault poderiam, consequentemente, ter um impacto negativo na economia de Quebec.
A situação política em Quebec parece refletir uma tendência global onde líderes como Matteo Salvini, Viktor Orbán e Donald Trump popularizaram discursos xenófobos em regiões onde anteriormente não tinham influência. É um lembrete de que Quebec, uma terra tradicionalmente acolhedora para imigrantes, enfrenta novos desafios na paisagem política contemporânea.
Enquanto o Canadá busca fortalecer seu compromisso com a imigração, o governo federal planeja acolher um número recorde de novos imigrantes, adicionando 1,45 milhão à sua população de 39 milhões até 2023. Embora a imigração tenha causado divisões e o surgimento de extremismo político em outros países ocidentais, existe um consenso generalizado no Canadá sobre seu valor. No entanto, Quebec tem sido uma exceção notável, com políticos exacerbando sentimentos anti-imigrantes, capitalizando os medos dos eleitores franco-quebequenses sobre a perda de sua identidade cultural.

## Processo de seleção do Quebec
No Quebec, o líder da CAQ, Francois Legault, vinculou de maneira controversa a imigração a "violência" e "extremismo". Ele também expressou preocupação sobre a ameaça que a imigração de não francófonos representa para a "coesão nacional" da província. Apesar das desculpas de Legault por seus comentários, o debate sobre imigração foi descrito como superficial, focado em números e conceitos ambíguos, como a capacidade de integração da província. Especialistas e acadêmicos oferecem opiniões variadas sobre o assunto. Pierre Fortin, Professor Emérito de Economia na Université du Quebec à Montréal, chama a figura proposta por Blackburn de "irrazoável", alertando que isso poderia levar a um caos administrativo e fomentar atitudes xenofóbicas e racistas em relação aos imigrantes.Por outro lado, Mireille Paquet, Professora de Ciência Política na Universidade Concordia, questiona essa teoria, indicando que as pesquisas não fornecem respostas definitivas e que as reações adversas contra os imigrantes não se devem tanto aos seus números, mas aos sentimentos de insegurança entre a população não imigrante, sentimentos que podem ser exacerbados por políticas públicas como cortes nos serviços sociais.
Várias organizações de direitos humanos e de apoio a imigrantes expressaram seu alarme com declarações feitas por membros do governo da Coalition Avenir Québec, acusando-os de contribuir para um clima de ansiedade ao atribuir a crise dos serviços públicos aos imigrantes. Essa situação foi comparada por alguns críticos a uma "tendência extremamente preocupante de populismo xenófobo" observada na Europa e em outras partes do mundo. France-Isabelle Langlois, diretora da Amnesty International Canadá, expressou sua indignação, especialmente com os comentários feitos pelo Ministro da Língua Francesa, Jean-François Roberge, que afirmou que a "identidade quebequense" está ameaçada por imigrantes, o que foi interpretado como um discurso que incita o ódio e a xenofobia.

### Política de cotas do governo François Legault
O aspecto mais crítico dessa situação é o número limitado de admissões anuais estabelecido pelo governo de François Legault, aproximadamente 10.400, apesar de um inventário de quase 40.000 casos pendentes. Essa limitação cria um gargalo significativo, levando a um acúmulo de casos e grande angústia entre os casais afetados. De acordo com Me Lapointe, o governo provincial, sob o Acordo Canadá-Quebec que especifica o papel de cada nível de governo em assuntos de imigração, não tem autoridade para impor uma cota na categoria de reunificação familiar. No entanto, ao processar apenas o número de casos desejado pelo governo Legault, Ottawa também estaria violando os termos desse acordo.